# Monte Leoni
Il monte Leoni è un gruppo collinare che si sviluppa nei territori comunali di Grosseto, Campagnatico e Roccastrada in provincia di Grosseto, Toscana. Con la sua vetta di 616 m s.l.m. segna il punto più elevato del comune di Campagnatico, oltre ai limiti amministrativi nord-occidentali. Il versante situato nel comune di Roccastrada comprende l'oasi faunistica di monte Leoni.

## ZSC e SIR
Il monte Leoni è anche stato proposto come sito di interesse comunitario, per il suo complesso boscato continuo, caratterizzato in gran parte da scarso disturbo ed elevata naturalità. 
I principali elementi di criticità interni al sito sono:
- Gestione forestale talvolta non finalizzata agli obiettivi di conservazione del sito.
- Rischio di incendi.
- Eccessiva presenza di ungulati, che influenza gli ecosistemi forestali.
- Mancanza o insufficienza di informazioni sulla fauna.

I principali elementi di criticità esterni al sito sono:
- Presenza d'importanti assi stradali ai confini del sito.

I principali obiettivi di conservazione individuato sono:
1. Conservazione e miglioramento della naturalità, della caratterizzazione ecologica e del valore faunistico delle formazioni forestali, con particolare riferimento alle sugherete, alle formazioni di forra e, nelle stazioni più fresche, alle formazioni di latifoglie (E).
2. Conservazione delle fitocenosi d'interesse regionale (E).
3. Conservazione dei buoni livelli di eterogeneità ambientale, mantenendo sufficienti superfici degli stadi pionieri e intermedi delle successioni vegetazionali, di notevole interesse anche dal punto di vista faunistico (M).
4. Miglioramento delle conoscenze sulla fauna, con particolare attenzione alla presenza e allo stato di conservazione delle emergenze (M).

Indicazioni per le misure di conservazione: 
- Verifica della pianificazione forestale rispetto agli obiettivi di conservazione, nell'intero sito, e suo coordinamento ed eventuale adeguamento. Attuazione di adeguate misure contrattuali e/o normative per garantire la conservazione e la gestione ottimale delle tipologie forestali di maggiore interesse, la massima tutela delle cenosi di forra, l'incremento dei livelli di maturità delle formazioni di latifoglie, nelle stazioni più fresche, e il mantenimento e/o il recupero delle radure con praterie e garighe (E).
- Esecuzione di indagini faunistiche dedicate alle specie di maggiore interesse conservazionistico (M).
- Programmazione di azioni per la riduzione della densità di ungulati (B).

## Geomorfologia
La tipologia ambientale prevalente è il sistema collinare interno, caratterizzato da un mosaico ambientale a elevata eterogeneità, con prevalenza di boschi di sclerofille (sugherete, leccete), boschi di latifoglie nelle aree più fresche e macchia mediterranea. È una vasta foresta tirrenica a ricchezza di specie silicicole mediterraneo-occidentali non comuni. Cenosi di forra con specie relitte macrotermiche di origine terziaria; querceti decidui con stazioni molto cospicue di specie endemiche.
Altre tipologie ambientali rilevanti sono i rimboschimenti di conifere, i corsi d'acqua minori e i lembi di praterie.

## Flora
Per quel che riguarda la fitocenosi, il monte Leoni presenta pratelli vernali acidofili a Isolepis, Solenopsis e Cicendia, Juncus (Isoeto-nanojuncetea) di Pian di Muro - Materazzo, e sugherete a Simethis planifolia su verrucano cristallino delle Versegge. Tra le specie vegetali, l'endemismo maremmano Centaurea aplolepa ssp. cosana.

## Fauna
Il monte Leoni è ricco di una fauna molto varia, mammiferi (dal gatto selvatico (accertato negli anni novanta) all'istrice, dal daino al tasso, e anche la volpe), anfibi (Rana esculenta, Salamandrina terdigitata endemica dell'Italia peninsulare, Triturus), uccelli (Falco tinnunculus, Lanius collurio, Lullula arborea, Otus scops), rettili (Lacerta viridis, Podarcis muralis, Podarcis sicula, Testudo hermanni) e invertebrati, soprattutto coleotteri e lepidotteri (Euplagia quadripunctaria, Coenonympha elbana, Retinella olivetorum, Solatopupa juliana).

## Luoghi d'interesse
Sulle propaggini del Monte Leoni si svilupparono borghi e paesi, tra i cui sono da annoverare Batignano e Montepescali (Grosseto), Montorsaio (Campagnatico), e Sticciano (Roccastrada).
Tra le architetture rilevanti ricordiamo:
- Convento di San Benedetto alla Nave.
- Chiesa di Monteleoni, scomparsa.